# Primeira Liga 2019-2020
La Primeira Liga 2019-2020, nota come Liga NOS 2019-2020 per ragioni di sponsorizzazione, è stata l'86ª edizione della massima serie del campionato portoghese di calcio, iniziata l'11 agosto 2019, sospesa il 12 marzo 2020 a causa della pandemia di COVID-19, ripresa il 3 giugno 2020 e terminata il 26 luglio seguente. Il Porto ha vinto il campionato per la ventinovesima volta nella sua storia.

## Stagione

### Novità
Dalla stagione 2018-2019 sono stati retrocessi in LigaPro 2019-2020 il Chaves, il Nacional e il Feirense. Sono stati promossi dalla LigaPro 2018-2019 il Paços Ferreira ed il Famalicão, mentre dal Campeonato de Portugal il Gil Vicente, reintegrato in massima serie dopo una decisione del tribunale amministrativo di Lisbona. La squadra era stata retrocessa nella stagione 2005-2006, per il tesseramento ritenuto irregolare del giocatore angolano Mateus.

### Formula
- Le 18 squadre partecipanti si affrontano in un girone di andata e ritorno, per un totale di 34 giornate.
- La squadra campione di Portogallo ha il diritto a partecipare alla fase a gironi della UEFA Champions League 2020-2021.
- Le squadre classificate agli ultimi due posti (17º e 18º posto) retrocedono in LigaPro.

## Squadre partecipanti
| Club              | Stagione | Città                  | Stadio                        | Stagione precedente        |
| ----------------- | -------- | ---------------------- | ----------------------------- | -------------------------- |
| Belenenses SAD    | dettagli | Lisbona                | Estádio do Restelo            | 9º posto in Primeira Liga  |
| Benfica           | dettagli | Lisbona                | Estádio da Luz                | Campione di Portogallo     |
| Boavista          | dettagli | Porto                  | Estádio do Bessa Século XXI   | 8º posto in Primeira Liga  |
| Braga             | dettagli | Braga                  | Stadio comunale di Braga      | 4º posto in Primeira Liga  |
| Desp. Aves        | dettagli | Vila das Aves          | Estádio do Clube Desportivo   | 14º posto in Primeira Liga |
| Famalicão         | dettagli | Vila Nova de Famalicão | Estádio Municipal 22 de Junho | 2º posto in LigaPro        |
| Gil Vicente       | dettagli | Barcelos               | Estádio Cidade de Barcelos    | 3º posto in LigaPro        |
| Marítimo          | dettagli | Funchal                | Estádio dos Barreiros         | 11º posto in Primeira Liga |
| Moreirense        | dettagli | Moreira de Cónegos     | Estádio José Arcanjo          | 6º posto in Primeira Liga  |
| Paços Ferreira    | dettagli | Paços de Ferreira      | Estádio da Capital do Móvel   | 1º posto in LigaPro        |
| Portimonense      | dettagli | Portimão               | Estádio Municipal de Portimão | 12º posto in Primeira Liga |
| Porto             | dettagli | Porto                  | Estádio do Dragão             | 2º posto in Primeira Liga  |
| Rio Ave           | dettagli | Vila do Conde          | Estádio do Rio Ave FC         | 7º posto in Primeira Liga  |
| Santa Clara       | dettagli | Ponta Delgada          | Estádio de São Miguel         | 10º posto in Primeira Liga |
| Sporting Lisbona  | dettagli | Lisbona                | Stadio José Alvalade          | 3º posto in Primeira Liga  |
| Tondela           | dettagli | Tondela                | Estádio João Cardoso          | 15º posto in Primeira Liga |
| Vitória Guimarães | dettagli | Guimarães              | Estádio D. Afonso Henriques   | 5º posto in Primeira Liga  |
| Vitória Setúbal   | dettagli | Setúbal                | Estádio do Bonfim             | 13º posto in Primeira Liga |

## Allenatori
| Squadra             | Allenatore                                                                                                |
| ------------------- | --- |
| Belenenses SAD      | Jorge Manuel Rebelo Fernandes (1ª-4ª) Pedro Ribeiro (5ª-16ª) Armando Gonçalves Teixeira (17ª-34ª)         |
| Benfica             | Bruno Lage (1ª-29ª) Nélson Veríssimo (30ª-34ª)                                                            |
| Boavista            | Daniel Ramos                                                                                              |
| Braga               | Ricardo Sá Pinto (1ª-14ª) Rúben Amorim (15ª-23ª) Custódio (24ª-29ª) Artur Jorge (30ª-34ª)                 |
| Desportivo das Aves | Nuno Manta Santos                                                                                         |
| Famalicão           | João Pedro Sousa                                                                                          |
| Gil Vicente         | Vítor Oliveira                                                                                            |
| Marítimo            | José Gomes                                                                                                |
| Moreirense          | José Ricardo Soares Ribeiro                                                                               |
| Paços de Ferreira   | Filó (4ª) Pepa (5ª-34ª)                                                                                   |
| Portimonense        | Paulo Sérgio                                                                                              |
| Porto               | Sérgio Conceição                                                                                          |
| Rio Ave             | Carlos Carvalhal                                                                                          |
| Santa Clara         | João Henriques                                                                                            |
| Sporting CP         | Marcel Keizer (1ª-4ª) Leonel Pontes (5ª-6ª) Jorge Manuel Rebelo Fernandes (7ª-23ª) Rúben Amorim (24ª-34ª) |
| Tondela             | Natxo González                                                                                            |
| Vitória Guimarães   | Ivo Vieira                                                                                                |
| Vitória Setúbal     | Sandro Mendes (1ª-8ª) Albert Meyong (9ª-11ª e 30ª) Julio Velázquez (12ª-29ª) Lito Vidigal (31ª-34ª)       |

## Classifica finale[5]
|  | Pos. | Squadra           | Pt | G  | V  | N  | P  | GF | GS | DR  |
|  | ---- | ----------------- | -- | -- | -- | -- | -- | -- | -- | --- |
|  | 1.   | Porto             | 82 | 34 | 26 | 4  | 4  | 74 | 22 | +52 |
|  | 2.   | Benfica           | 77 | 34 | 24 | 5  | 5  | 71 | 26 | +45 |
|  | 3.   | Braga             | 60 | 34 | 18 | 6  | 10 | 61 | 40 | +21 |
|  | 4.   | Sporting Lisbona  | 60 | 34 | 18 | 6  | 10 | 49 | 34 | +15 |
|  | 5.   | Rio Ave           | 55 | 34 | 15 | 10 | 9  | 48 | 36 | +12 |
|  | 6.   | Famalicão         | 54 | 34 | 14 | 12 | 8  | 53 | 51 | +2  |
|  | 7.   | Vitória Guimarães | 50 | 34 | 13 | 11 | 10 | 53 | 38 | +15 |
|  | 8.   | Moreirense        | 43 | 34 | 10 | 13 | 11 | 42 | 44 | -2  |
|  | 9.   | Santa Clara       | 43 | 34 | 11 | 10 | 13 | 36 | 41 | -5  |
|  | 10.  | Gil Vicente       | 43 | 34 | 11 | 10 | 13 | 40 | 44 | -4  |
|  | 11.  | Marítimo          | 39 | 34 | 9  | 12 | 13 | 34 | 42 | -8  |
|  | 12.  | Boavista          | 39 | 34 | 10 | 9  | 15 | 28 | 39 | -11 |
|  | 13.  | Paços Ferreira    | 39 | 34 | 11 | 6  | 17 | 36 | 52 | -16 |
|  | 14.  | Tondela           | 36 | 34 | 9  | 9  | 16 | 30 | 44 | -14 |
|  | 15.  | Belenenses SAD    | 35 | 34 | 9  | 8  | 17 | 27 | 54 | -27 |
|  | 16.  | Vitória Setúbal   | 34 | 34 | 7  | 13 | 14 | 27 | 43 | -16 |
|  | 17.  | Portimonense      | 33 | 34 | 7  | 12 | 15 | 30 | 45 | -15 |
|  | 18.  | Desp. Aves        | 17 | 34 | 5  | 2  | 27 | 24 | 68 | -44 |

Legenda:

      Campione del Portogallo e ammessa alla Fase a gironi della UEFA Champions League 2020-2021
      Ammessa al Terzo turno di qualificazione della UEFA Champions League 2020-2021
      Ammessa alla Fase a Gironi della UEFA Europa League 2020-2021
      Ammessa al Terzo turno di qualificazione della UEFA Europa League 2020-2021
      Ammessa al Secondo turno di qualificazione della UEFA Europa League 2020-2021
      Retrocesse nel Campeonato de Portugal 2020-2021 dalla Federazione per ritiro della licenza professionale
Note:
Tre punti per la vittoria, uno per il pareggio, zero per la sconfitta.
La classifica viene stilata secondo i seguenti criteri:
- Punti conquistati
- Punti conquistati negli scontri diretti
- Differenza reti negli scontri diretti
- Reti realizzate in trasferta negli scontri diretti
- Differenza reti generale
- Partite vinte
- Reti totali realizzate
- Spareggio

## Risultati

### Tabellone
Ogni riga indica i risultati casalinghi della squadra segnata a inizio della riga, contro le squadre segnate colonna per colonna (che invece avranno giocato l'incontro in trasferta). Al contrario, leggendo la colonna di una squadra si avranno i risultati ottenuti dalla stessa in trasferta, contro le squadre segnate in ogni riga, che invece avranno giocato l'incontro in casa.
|                   | BEL  | BEN  | BOA  | BRA  | DAV  | FAM  | GVI  | MAR  | MOR  | PFE  | PTI  | PTO  | RIO  | SAN  | SPO  | TON  | VGU  | VSE  |
| ----------------- | ---- | ---- | ---- | ---- | ---- | ---- | ---- | ---- | ---- | ---- | ---- | ---- | ---- | ---- | ---- | ---- | ---- | ---- |
| Belenenses SAD    | –––– | 0-2  | 0-1  | 1-7  | 3-2  | 0-0  | 1-0  | 1-0  | 0-1  | 1-0  | 2-1  | 1-1  | 0-2  | 0-2  | 1-3  | 1-1  | 1-1  | 0-1  |
| Benfica           | 3-2  | –––– | 3-1  | 0-1  | 2-1  | 4-0  | 2-0  | 4-0  | 1-1  | 5-0  | 4-0  | 0-2  | 2-0  | 3-4  | 2-1  | 0-0  | 2-0  | 1-0  |
| Boavista          | 1-2  | 1-4  | –––– | 2-0  | 2-1  | 0-1  | 0-1  | 0-1  | 0-1  | 1-1  | 1-1  | 0-1  | 0-2  | 1-0  | 1-1  | 0-0  | 2-0  | 3-1  |
| Braga             | 1-1  | 0-4  | 0-1  | –––– | 4-0  | 2-2  | 2-2  | 2-2  | 3-1  | 0-1  | 3-1  | 2-1  | 2-0  | 2-0  | 1-0  | 2-1  | 3-2  | 3-1  |
| Desp. Aves        | 0-2  | 0-4  | 0-1  | 1-0  | –––– | 2-3  | 1-2  | 3-1  | 0-1  | 1-3  | 3-0  | 0-0  | 0-4  | 0-1  | 0-1  | 0-1  | 0-2  | 1-0  |
| Famalicão         | 3-1  | 1-1  | 2-2  | 0-0  | 1-1  | –––– | 2-1  | 1-1  | 3-3  | 4-2  | 0-1  | 2-1  | 1-0  | 0-1  | 3-1  | 2-3  | 0-7  | 3-0  |
| Gil Vicente       | 2-0  | 0-1  | 0-0  | 1-1  | 3-0  | 1-3  | –––– | 2-0  | 1-5  | 3-3  | 1-1  | 2-1  | 1-0  | 1-1  | 3-1  | 3-2  | 2-2  | 0-0  |
| Marítimo          | 1-3  | 2-0  | 1-0  | 1-2  | 1-2  | 3-3  | 2-1  | –––– | 2-1  | 3-0  | 1-1  | 1-1  | 0-0  | 2-2  | 1-1  | 2-3  | 0-0  | 1-1  |
| Moreirense        | 2-1  | 1-2  | 1-1  | 1-2  | 3-2  | 1.1  | 3-0  | 2-0  | –––– | 1-1  | 1-0  | 2-4  | 0-1  | 2-1  | 0-0  | 1-2  | 1-1  | 1-1  |
| Paços de Ferreira | 2-1  | 0-2  | 0-1  | 1-5  | 2-1  | 2-1  | 0-0  | 0-1  | 1-0  | –––– | 2-1  | 0-1  | 0-0  | 0-1  | 1-2  | 1-0  | 1-2  | 2-3  |
| Portimonense      | 0-0  | 2-2  | 2-1  | 0-1  | 2-0  | 2-1  | 1-0  | 3-2  | 1-1  | 0-0  | –––– | 2-3  | 1-1  | 1-1  | 1-3  | 0-1  | 0-1  | 0-0  |
| Porto             | 5-0  | 3-2  | 4-0  | 1-2  | 1-0  | 3-0  | 2-1  | 1-0  | 6-1  | 2-0  | 1-0  | –––– | 1-1  | 2-0  | 2-0  | 3-0  | 3-0  | 4-0  |
| Rio Ave           | 0-0  | 1-2  | 2-0  | 4-3  | 5-1  | 2-2  | 1-1  | 0-1  | 1-1  | 2-3  | 2-1  | 0-1  | –––– | 2-2  | 1-1  | 2-4  | 1-1  | 1-0  |
| Santa Clara       | 0-0  | 1-2  | 1-2  | 3-2  | 3-0  | 0-2  | 1-0  | 0-1  | 2-0  | 2-1  | 1-1  | 0-2  | 0-1  | –––– | 0-4  | 1-0  | 2-2  | 1-1  |
| Sporting CP       | 2-0  | 0-2  | 2-0  | 2-1  | 2-0  | 1-2  | 2-1  | 1-0  | 1-0  | 1-0  | 2-1  | 1-2  | 2-3  | 1-0  | –––– | 2-0  | 3-1  | 0-0  |
| Tondela           | 0-1  | 0-1  | 1-1  | 1-0  | 2-0  | 0-1  | 1-1  | 0-0  | 1-1  | 1-3  | 1-2  | 1-3  | 1-2  | 0-0  | 1-0  | –––– | 1-3  | 0-3  |
| Vitoria Guimarães | 5-0  | 0-1  | 1-1  | 0-2  | 5-1  | 1-1  | 1-2  | 1-0  | 1-1  | 1-0  | 2-0  | 1-2  | 1-2  | 1-0  | 2-2  | 2-0  | –––– | 2-0  |
| Vitoria Setúbal   | 2-0  | 1-1  | 1-0  | 1-0  | 1-0  | 1-2  | 1-2  | 0-0  | 0-0  | 2-3  | 0-0  | 0-4  | 1-2  | 2-2  | 1-3  | 0-0  | 1-1  | –––– |

## Statistiche

### Squadre

#### Capoliste solitarie
|    | —— | —— | ——        | ——        | ——        | ——        | —— | ——      | ——      | ——      | ——      | ——      | ——      | ——      | ——      | ——      | ——      | ——      | ——      | ——      | ——      | ——    | ——    | ——  | ——    | ——  | ——    | ——    | ——    | ——    | ——    | ——    | ——    | —— |  |
|    |    |    | Famalicão | Famalicão | Famalicão | Famalicão |    | Benfica | Benfica | Benfica | Benfica | Benfica | Benfica | Benfica | Benfica | Benfica | Benfica | Benfica | Benfica | Benfica | Benfica | Porto | Porto |     | Porto |     | Porto | Porto | Porto | Porto | Porto | Porto | Porto |    |  |
|    |    |    |           |           |           |           |    |         |         |         |         |         |         |         |         |         |         |         |         |         |         |       |       |     |       |     |       |       |       |       |       |       |       |    |  |
|    |    |    |           |           |           |           |    |         |         |         |         |         |         |         |         |         |         |         |         |         |         |       |       |     |       |     |       |       |       |       |       |       |       |    |  |
| 1ª | 2ª | 3ª | 4ª        | 5ª        | 6ª        | 7ª        | 8ª | 9ª      | 10ª     | 11ª     | 12ª     | 13ª     | 14ª     | 15ª     | 16ª     | 17ª     | 18ª     | 19ª     | 20ª     | 21ª     | 22ª     | 23ª   | 24ª   | 25ª | 26ª   | 27ª | 28ª   | 29ª   | 30ª   | 31ª   | 32ª   | 33ª   | 34ª   |    |  |

#### Classifica in divenire
|                   | 1ª | 2ª | 3ª | 4ª | 5ª | 6ª | 7ª | 8ª | 9ª | 10ª | 11ª | 12ª | 13ª | 14ª | 15ª | 16ª | 17ª | 18ª | 19ª | 20ª | 21ª | 22ª | 23ª | 24ª | 25ª | 26ª | 27ª | 28ª | 29ª | 30ª | 31ª | 32ª | 33ª | 34ª |
|                   |    |    |    |    |    |    |    |    |    |     |     |     |     |     |     |     |     |     |     |     |     |     |     |     |     |     |     |     |     |     |     |     |     |     |
| ----------------- | -- | -- | -- | -- | -- | -- | -- | -- | -- | --- | --- | --- | --- | --- | --- | --- | --- | --- | --- | --- | --- | --- | --- | --- | --- | --- | --- | --- | --- | --- | --- | --- | --- | --- |
| Belenenses SAD    | 1  | 1  | 2  | 2  | 5  | 5  | 5  | 8  | 8  | 11  | 11  | 14  | 15  | 15  | 15  | 15  | 15  | 18  | 18  | 18  | 21  | 24  | 25  | 26  | 29  | 30  | 30  | 30  | 31  | 31  | 31  | 32  | 35  | 35  |
| Benfica           | 3  | 6  | 6  | 9  | 12 | 15 | 18 | 21 | 24 | 27  | 30  | 33  | 36  | 39  | 42  | 45  | 48  | 51  | 54  | 54  | 54  | 57  | 58  | 59  | 60  | 61  | 64  | 64  | 64  | 67  | 68  | 71  | 74  | 77  |
| Boavista          | 3  | 4  | 5  | 8  | 9  | 10 | 11 | 12 | 15 | 15  | 15  | 18  | 18  | 18  | 19  | 19  | 19  | 22  | 25  | 28  | 28  | 28  | 28  | 29  | 29  | 32  | 35  | 35  | 38  | 38  | 38  | 38  | 39  | 39  |
| Braga             | 3  | 3  | 4  | 4  | 4  | 5  | 8  | 11 | 11 | 12  | 15  | 18  | 18  | 18  | 21  | 24  | 27  | 30  | 33  | 34  | 37  | 40  | 43  | 46  | 46  | 46  | 47  | 50  | 50  | 53  | 56  | 57  | 57  | 60  |
| Desp. Aves        | 0  | 3  | 3  | 3  | 3  | 3  | 3  | 3  | 3  | 3   | 3   | 3   | 6   | 6   | 6   | 6   | 9   | 9   | 12  | 12  | 13  | 13  | 13  | 13  | 13  | 13  | 14  | 14  | 14  | 14  | 17  | 17  | 17  | 17  |
| Famalicão         | 3  | 6  | 7  | 10 | 13 | 16 | 19 | 19 | 22 | 23  | 24  | 24  | 24  | 24  | 27  | 30  | 31  | 31  | 32  | 32  | 33  | 36  | 36  | 37  | 40  | 43  | 44  | 45  | 45  | 48  | 49  | 52  | 53  | 54  |
| Gil Vicente       | 3  | 3  | 4  | 5  | 5  | 6  | 6  | 7  | 7  | 10  | 13  | 16  | 16  | 17  | 18  | 21  | 22  | 22  | 22  | 23  | 26  | 26  | 29  | 30  | 30  | 30  | 30  | 33  | 33  | 36  | 39  | 42  | 42  | 43  |
| Marítimo          | 1  | 1  | 1  | 4  | 4  | 5  | 8  | 9  | 10 | 10  | 11  | 11  | 12  | 15  | 18  | 19  | 20  | 20  | 20  | 21  | 24  | 24  | 24  | 24  | 25  | 25  | 28  | 28  | 31  | 34  | 37  | 38  | 38  | 39  |
| Moreirense        | 0  | 3  | 4  | 7  | 7  | 7  | 7  | 8  | 9  | 10  | 11  | 14  | 14  | 17  | 17  | 17  | 18  | 18  | 21  | 22  | 23  | 26  | 27  | 30  | 33  | 33  | 34  | 35  | 38  | 39  | 42  | 43  | 43  | 43  |
| Paços de Ferreira | 0  | 0  | 1  | 1  | 1  | 4  | 4  | 5  | 5  | 5   | 8   | 8   | 8   | 11  | 14  | 15  | 16  | 16  | 16  | 16  | 16  | 19  | 22  | 22  | 25  | 25  | 28  | 31  | 31  | 34  | 34  | 35  | 38  | 39  |
| Portimonense      | 1  | 4  | 4  | 4  | 4  | 5  | 5  | 6  | 6  | 7   | 8   | 11  | 11  | 12  | 13  | 14  | 14  | 14  | 14  | 14  | 15  | 15  | 16  | 16  | 19  | 20  | 21  | 24  | 27  | 27  | 27  | 30  | 30  | 33  |
| Porto             | 0  | 3  | 6  | 9  | 12 | 15 | 18 | 21 | 22 | 25  | 28  | 31  | 32  | 35  | 38  | 41  | 41  | 44  | 47  | 50  | 53  | 56  | 59  | 60  | 60  | 63  | 64  | 67  | 70  | 73  | 76  | 79  | 82  | 82  |
| Rio Ave           | 1  | 1  | 4  | 7  | 7  | 10 | 10 | 11 | 12 | 12  | 15  | 15  | 18  | 19  | 19  | 22  | 25  | 28  | 29  | 32  | 33  | 36  | 37  | 38  | 38  | 41  | 41  | 44  | 47  | 47  | 50  | 51  | 52  | 55  |
| Santa Clara       | 0  | 3  | 4  | 5  | 8  | 8  | 11 | 11 | 12 | 13  | 13  | 13  | 14  | 14  | 17  | 17  | 17  | 20  | 23  | 26  | 29  | 29  | 29  | 30  | 33  | 34  | 35  | 38  | 38  | 38  | 38  | 41  | 42  | 43  |
| Sporting CP       | 1  | 4  | 7  | 7  | 8  | 8  | 11 | 14 | 17 | 17  | 20  | 20  | 23  | 26  | 26  | 29  | 29  | 32  | 32  | 35  | 36  | 39  | 39  | 42  | 43  | 46  | 49  | 52  | 55  | 56  | 59  | 59  | 60  | 60  |
| Tondela           | 1  | 1  | 4  | 5  | 8  | 8  | 9  | 9  | 12 | 15  | 15  | 15  | 18  | 18  | 19  | 19  | 20  | 20  | 23  | 24  | 24  | 24  | 24  | 25  | 26  | 29  | 29  | 29  | 30  | 30  | 30  | 30  | 33  | 36  |
| Vitòria Guimarães | 1  | 1  | 2  | 2  | 5  | 8  | 11 | 11 | 14 | 15  | 16  | 17  | 20  | 21  | 21  | 22  | 25  | 25  | 25  | 28  | 28  | 31  | 34  | 37  | 38  | 39  | 40  | 40  | 43  | 46  | 46  | 46  | 49  | 50  |
| Vitòria Setúbal   | 1  | 1  | 2  | 3  | 6  | 7  | 7  | 8  | 9  | 12  | 12  | 13  | 16  | 19  | 19  | 19  | 22  | 25  | 25  | 26  | 26  | 26  | 27  | 28  | 29  | 30  | 30  | 30  | 30  | 30  | 30  | 30  | 31  | 34  |

### Individuali

#### Classifica marcatori[6]
| Gol | Rigori |  | Giocatore       | Squadra        |
| --- | ------ |  | --------------- | -------------- |
| 18  | 0      |  | Carlos Vinícius | Benfica        |
| 18  | 5      |  | Pizzi           | Benfica        |
| 18  | 7      |  | Mehdi Taremi    | Rio Ave        |
| 17  | 2      |  | Paulinho        | Braga          |
| 13  | 0      |  | Fábio Abreu     | Moreirense     |
| 12  | 0      |  | Moussa Marega   | Porto          |
| 12  | 6      |  | Fábio Martins   | Famelicao      |
| 12  | 0      |  | Ricardo Horta   | Braga          |
| 11  | 1      |  | Douglas Tanque  | Pacos Ferreira |
| 11  | 8      |  | Alex Telles     | Porto          |
| 10  | 0      |  | Tiquinho Soares | Porto          |
| 10  | 0      |  | Toni Martínez   | Famelicao      |
| 10  | 3      |  | Sandro Lima     | Gil Vicente    |